# Tutanchamonova hrobka
Tutanchamonova hrobka (standardní egyptologické označení KV62 – z anglického King’s Valley 62) je hrobka mladého faraona Tutanchamona nacházející se v Údolí králů. Zapečetěnou hrobku s královským sarkofágem a bohatou pohřební výbavou objevil v listopadu 1922 anglický egyptolog Howard Carter po několikaletém hledání. Šlo o největší objev v historii egyptologie.

## Historie a popis
Hrobka byla objevena pod pozůstatky dělnických chatrčí z doby ramessovské. To vysvětluje důvod, proč unikla znesvěcení a vyprazdňování hrobu na konci 20. dynastie, ačkoli byla hrobka po dokončení otevřena a znovu zapečetěna.
Poté, co tam byla Tutanchamonova mumie uložena, se do hrobky vstoupilo minimálně dvakrát, a to v době dost předcházející Carterovu objevu. Venkovní dveře svatyní obklopujících královy vnořené rakve byly odpečetěné, přestože dvě ze svatyní (tři a čtyři) zůstaly nedotčené a zapečetěné.
Hrobku tvoří čtyři komory: předsíň, přístavek, pohřební komora a pokladnice. Pohřební komora o rozměrech 6x4,5 metru měla na rozdíl od ostatních místností stěny zdobené malbou s náboženskou tematikou. Téměř celý její prostor zabíral sarkofág ze světle hnědého kvarcitu s do sebe vloženými třemi rakvemi antropoidního tvaru s Tutanchamonovou mumií. Dvě vrchní rakve byly dřevěné, jejich povrch bohatě zdoben zlatem, polodrahokamy, barevnými emaily a skly. Rakev s mumií byla zhotovena ze zlatého plechu a její váha je cca 110 kg.Hlavu mumie kryla zlatá maska s královskými atributy: pruhovanou pokrývkou hlavy (nemes), kobrou a hlavou supice na čele, dlouhým umělým vousem. Na hrudi měl široký barevný náhrdelník. 
Hrobka byla plná předmětů ve značném chaosu, a to zčásti kvůli své malé velikosti, dále kvůli loupežím a také chvatnému dokončování. Mezi nejvzácnější nálezy patří zlatý trůn, dřevěné polychromované skříňky s obrazem faraona stojícího na vozíku, Tutanchamonovy šperky, dýka z meteorického železa se zlatou rukojetí a další. V pohřební výbavě bylo několik lehkých vozíků, různé druhy zbraní, nádob, modely člunů, přes 400 vešebtů různé velikosti a materiálů, kytice, věnce a mnohé další dary. Zajímavostí je 150 holí, o které se faraon opíral při chůzi, protože měl jednu nohu kratší.  Vyklidit hrobku trvalo Carterovi osm let. Pořídil základní dokumentaci okolností nálezu a seznam nalezených předmětů, který obsahoval 620 položek. Skutečný počet však přesáhl 5 000, protože některé položky obsahovaly pod jedním číslem více předmětů, např. šípy.
Celý obsah hrobky byl přesunut do Egyptského muzea v Káhiře. Později se některé artefakty objevily na různých místech i u soukromých sběratelů, což vedlo k nepotvrzené domněnce, že Carter část nálezů tajně věnoval lordu Carnarvonovi, který financoval celý průzkum.

## Galerie

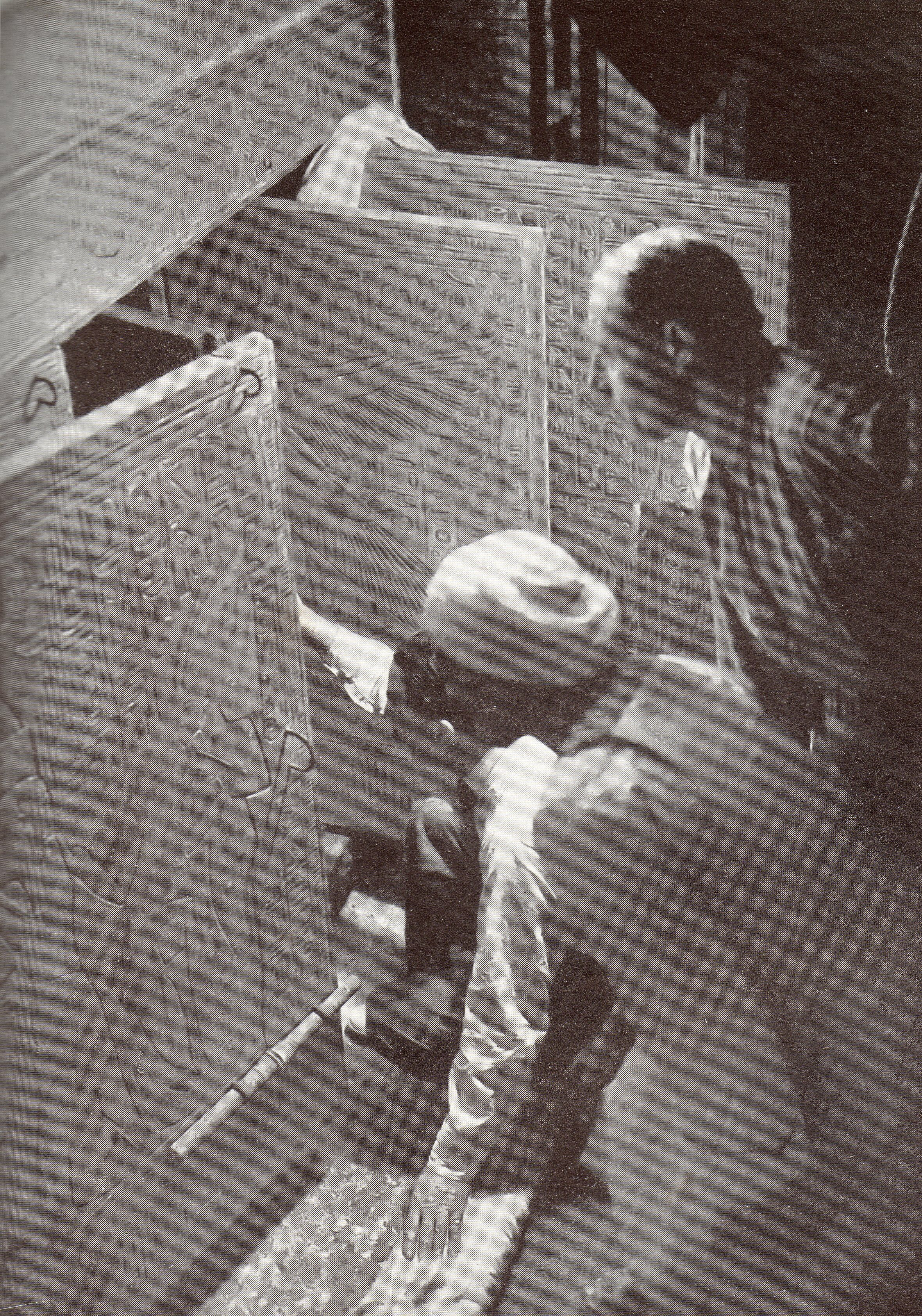
Howard Carter (klečící), Egyptský dělník a Arthur Callender u dveří svatyní hrobky
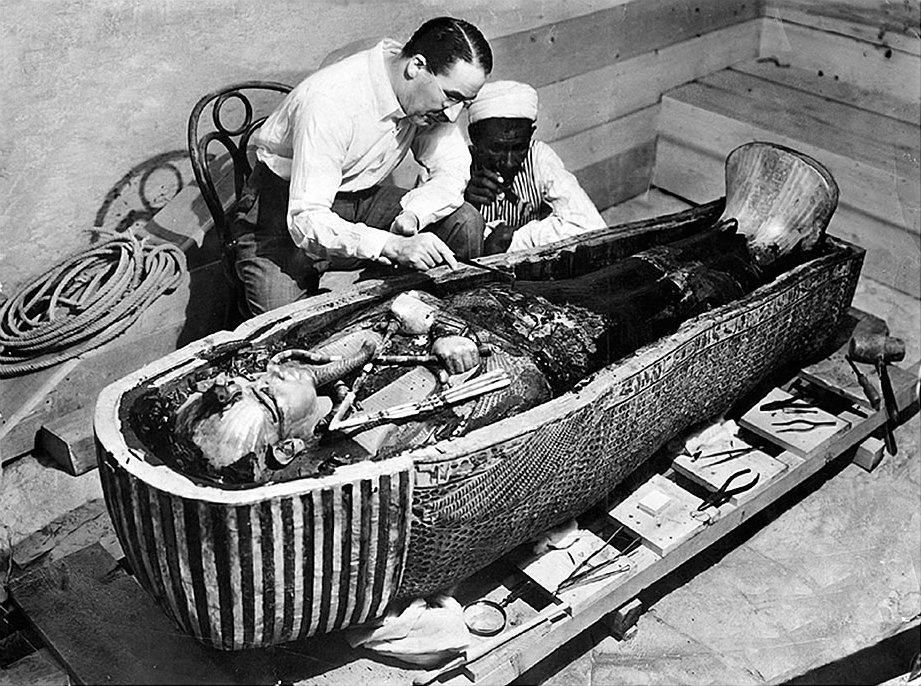
Howard Carter nad mumií faraona Tutanchamona (1925)
Plánek hrobky
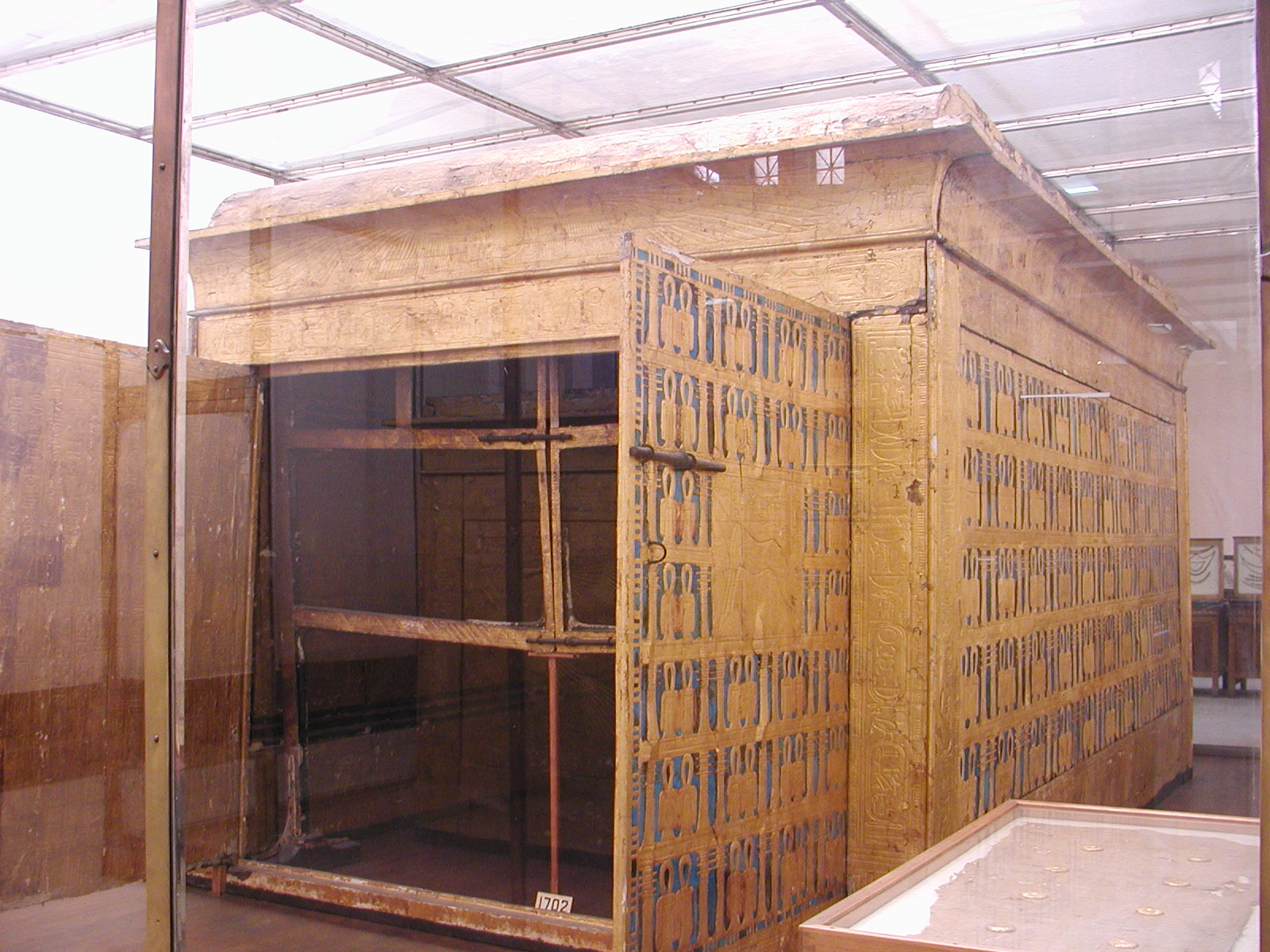
Vnější zlatá svatyně v muzeu v Káhiře
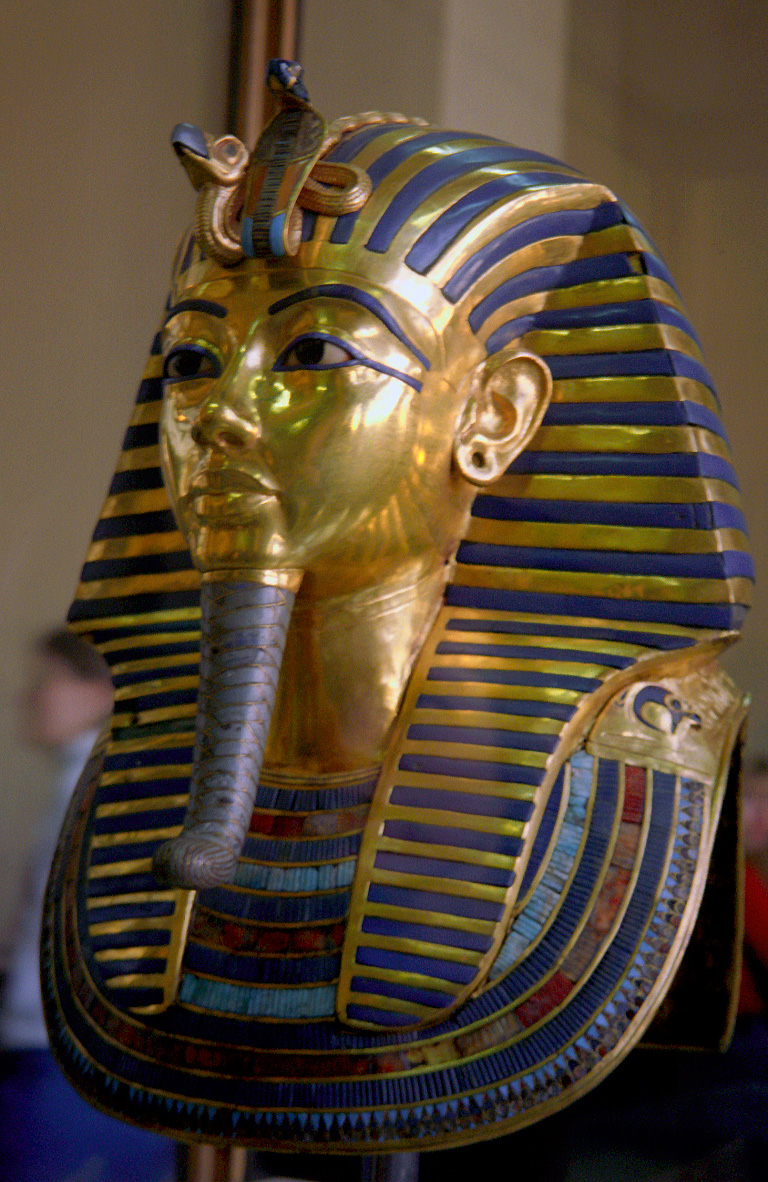
Zlatá Tutanchamonova maska
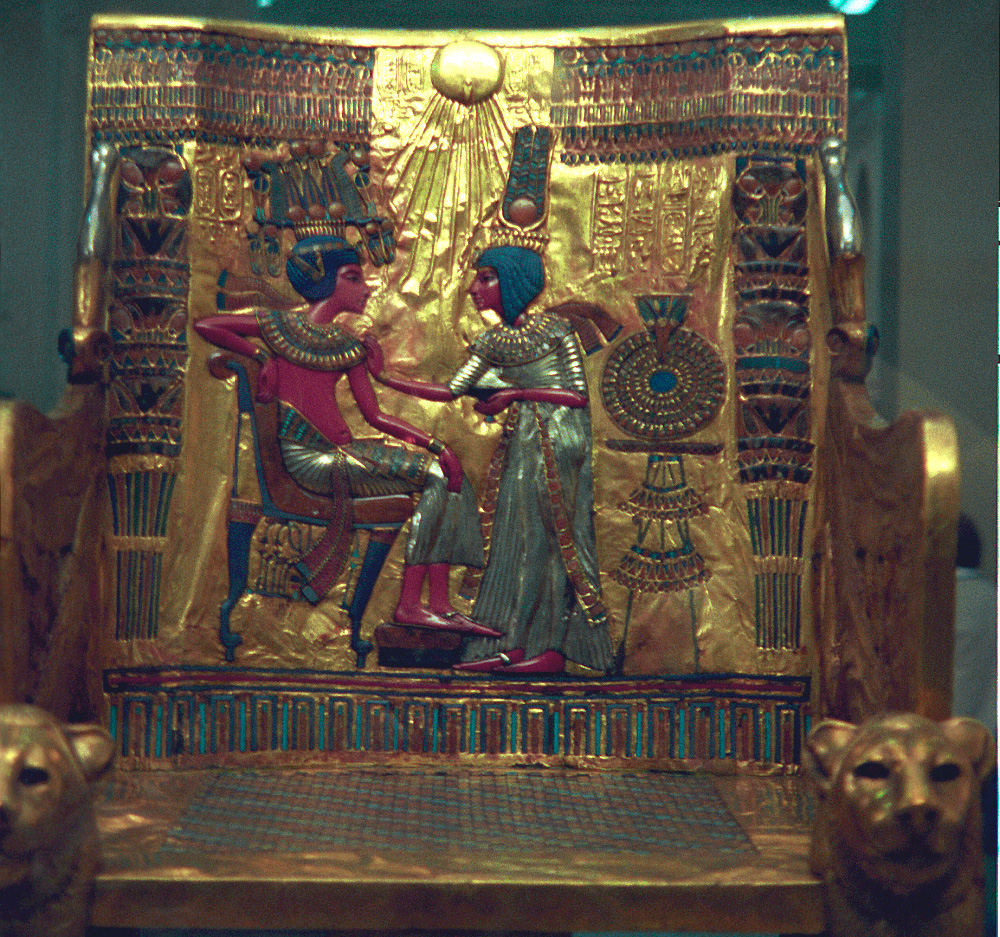
Opěradlo zlatého trůnu (Tutanchamon s manželkou Anchesenamon)